# Reno en el chamanismo siberiano

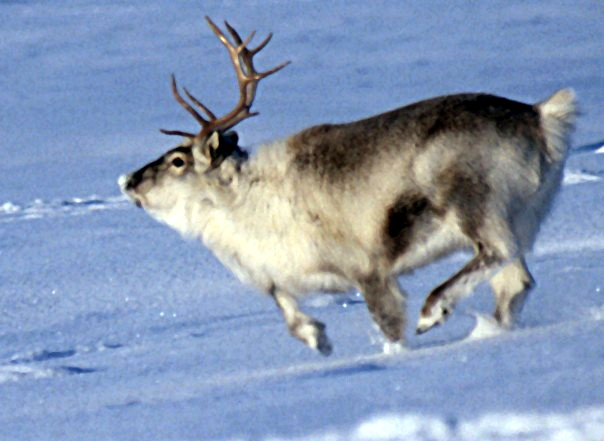
Reno en Svalbard, Noruega.

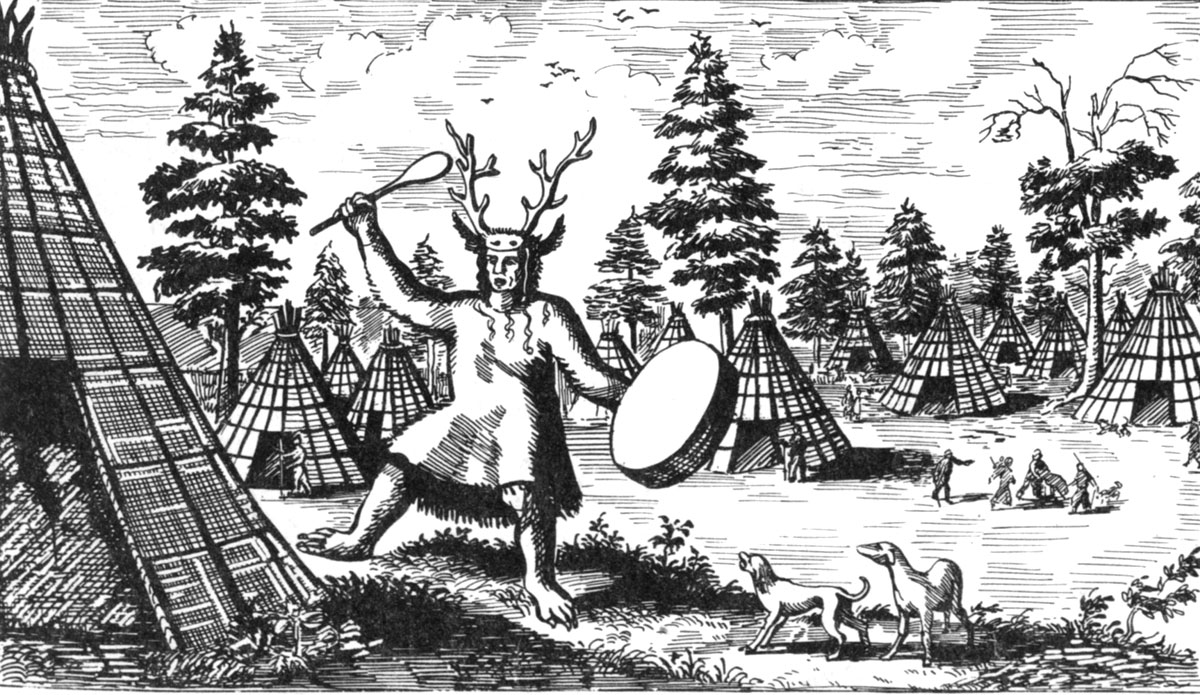
Chamán tungus ataviado con cornamenta de reno, dibujo del siglo XVII.

Los renos en el chamanismo siberiano reflejan la relación cultural y económica entre los pueblos nativos de Siberia, una región del norte de Asia y los renos que viven allí. Estos pueblos son pastores de renos nómadas, cazan renos salvajes y mantienen animales domesticados. Sus creencias religiosas reflejan la filosofía espiritual del chamanismo, y sus tradiciones a menudo involucran al reno en varios aspectos de la práctica de su religión.

## Chamanismo
Shirokogoroff escribió una vez que, al transformarse en un reno, el chamán se siente "rápido, vigilante, atento, el mejor animal ido por los tungus".  Las astas de reno, en particular, sirven simultáneamente como armas y representaciones del poder. Además, la definición de chamanismo varía ampliamente. Los eruditos soviéticos los percibían como una versión del sacerdocio, pero Willerslev sostiene que el chamanismo es una "actividad de base amplia practicada en diversos grados por cazadores comunes en lugar de una forma de 'misticismo' bajo el control de una elite religiosa".

## Elementos
Bastón
El bastón de un chamán es un objeto importante para las celebraciones religiosas, donde representa al apoyo espiritual del chamán y sirve como herramienta para golpear su tambor, lo que se interpreta como "conducir al reno". Los Evenks utilizan el bastón para predecir el futuro en cuanto al crecimiento y el bienestar de sus rebaños de renos lanzando el bastón hacia la persona que pregunta y determinando la respuesta en función de cómo caiga.
Tambor
El tambor es un elemento chamánico muy importante porque los sonidos que un chamán hace con él le permiten convocar espíritus para que le ayuden en su trabajo. El tambor de un chamán consiste en un aro circular de madera sobre el cual se ha estirado un trozo de piel de reno. El tambor está estrechamente asociado con los renos, cuya conducción facilitó la habilidad del chamán para realizar viajes, y es la fuente de la fuerza del chamán. El tambor de un chamán se inició y se le dio vida en una ceremonia de iniciación que concluyó con un festín de carne de reno que se había sacrificado el día anterior.
La ceremonia en la que el tambor cobra vida dura varios días. El segundo día, la ceremonia está dedicada a volver sobre los pasos de la vida del reno cuya piel se usó para hacer el tambor. El chamán recoge todo lo que deja caer el ciervo, incluidos todos los pelos, y lleva todo al pantano, donde vive Ylyunda kotta, la amante del universo. Con la ayuda de ocho lobos, el chamán atrapa el alma del reno por su tambor.
Atuendo
El atuendo de un chamán se prepara de modo que el poder del reno cuyas pieles se fabrica la túnica se transfiriera a quien la usa. A menudo el tocado de una gorra de metal con astas de reno, y las astas de reno también figuran en forma prominente en los diseños de objetos colgados en la capa. La capa tiene adosados tiras de pelo de reno o piel de reno; al respecto los chamanes al usar esta capa recuperan la capacidad de volar que, según la creencia del pueblo Ket, el reno tuvo alguna vez.  Los chamanes también tienen estacas de madera que representan al reno en el que viajan a otros mundos. Los mejores chamanes de Enets tienen bastones de reno de hierro con una cara en el extremo de su mango y un extremo inferior con forma de pezuña. Estos bastones se usan para tratar a los enfermos y enviar las almas de los muertos al otro mundo.
 

## Sanación
La estrategia principal de un chamán para tratar a los enfermos era interceder entre la persona enferma y los espíritus y deidades cuyo comportamiento se asociaba con la enfermedad, mediante la expulsión del espíritu maligno del paciente y devolverle el alma robada por los espíritus. Los chamanes invitan a los espíritus a que penetren en su interior al tragar y bostezar y les brindan sangre y grasa de reno antes de usar su influencia para usar su bastón para descubrir la forma más efectiva de tratamiento. Los chamanes también llaman a los espíritus auxiliares, que a menudo eran renos, para transferir la enfermedad de un cuerpo humano al espíritu ayudante. Una persona enferma también puede curarse colocando la parte lesionada de su cuerpo dentro del "vientre" de un reno; cuando el área lesionada es demasiado grande para este método, se extraen las vísceras del reno para formar un bucle el cual es atravesado por la persona enferma.

## Ceremonias y sacrificios
Aunque diferentes pueblos siberianos siguen tradiciones diferentes, muchas prácticas ceremoniales que involucran a los renos poseen características subyacentes similares. Estas a menudo se relacionan con el bienestar de la manada y los beneficios comerciales obtenidos como resultado, reflejan la herencia nómada del pueblo y expresan la relación del hombre con la progresión cíclica de las estaciones. En general, los sacrificios tienen lugar en "lugares sagrados", que suelen ser zonas santificadas en los bosques que albergan dioses o espíritus y donde están los árboles sagrados. En los árboles cuelgan pieles de renos, pezuñas y astas, porque se cree que es necesario que la deidad reciba la totalidad del animal sacrificado. Aunque diferentes pueblos realizan sacrificios de renos de diferentes maneras, todos estos ritos implican de alguna forma la ofrenda del animal a un espíritu o deidad.